# روبرت بيفرز
روبرت بيفرز (بالإنجليزية: Robert Beavers)‏ هو مخرج أمريكي، ولد في 1949 في بروكلين في الولايات المتحدة.

## وصلات خارجية
- روبرت بيفرز على موقع IMDb (الإنجليزية)
- روبرت بيفرز على موقع أول موفي (الإنجليزية)
- روبرت بيفرز على موقع قاعدة بيانات الفيلم (الإنجليزية)
- روبرت بيفرز على موقع كينوبويسك (الروسية)